# Booka Shade
O Booka Shade é uma dupla de House e Techno formada por Walter Merziger e Arno Kammermeier formado no inicio dos anos 90. Com quatro álbuns lançados e vários singles de sucesso, a dupla tem faixas clássicas como Mandarine Girl e Body Language, que até hoje são sucesso nas pistas de música eletrônica pelo mundo.

## Discografia
- Memento (2004)
- Movements (2006)
- DJ Kicks: Booka Shade (2007)
- The Sun & the Neon Light (2008)
- More! (2010)
- EVE (2013)
- Movements 10 (2016)
- Galvany Street (2017)
- Cut the Strings (2018)